# Кяпюля
Кя́пюля (фин. Käpylä, швед. Kottby) — район Хельсинки (с 1906 года).
Здесь находится конечная остановка Хельсинкского трамвая, а также Олимпийская деревня для Летних Олимпийских игр 1952 года и другая деревня для несостоявшейся Олимпиады 1940 года. Имеется лицей с уклоном в естественные науки.

## Территориальное деление
Район делится на подрайоны Пуу-Кяпюля (лесная Кяпюля) и Тайваскаллио.
Пуу-Кяпюля представляет собой наиболее ранее воплощение концепции города-сада в Финляндии. Подрайон застраивался в 1920—25 годы в соответствии с проектом Мартти Вяликангаса. Дома выстроены в два этажа, из дерева, с прилегающими палисадниками, окрашены преимущественно в охряно красный цвет.

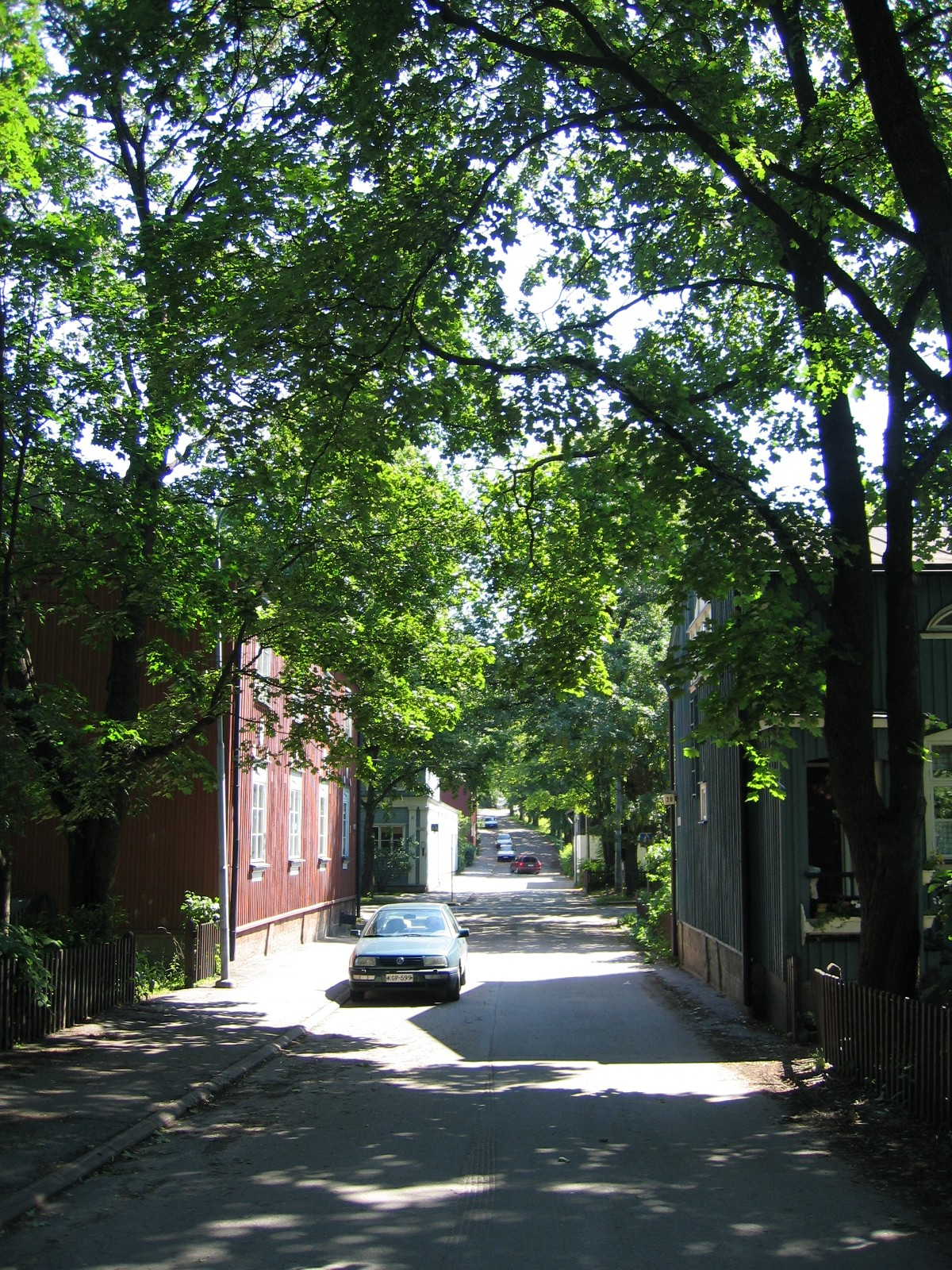
Пуу-Кяпюля
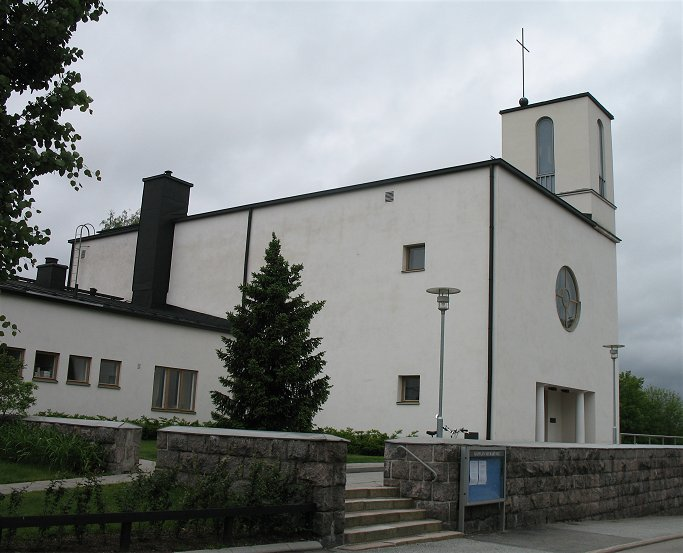
Церковь, открылась в 1930 году
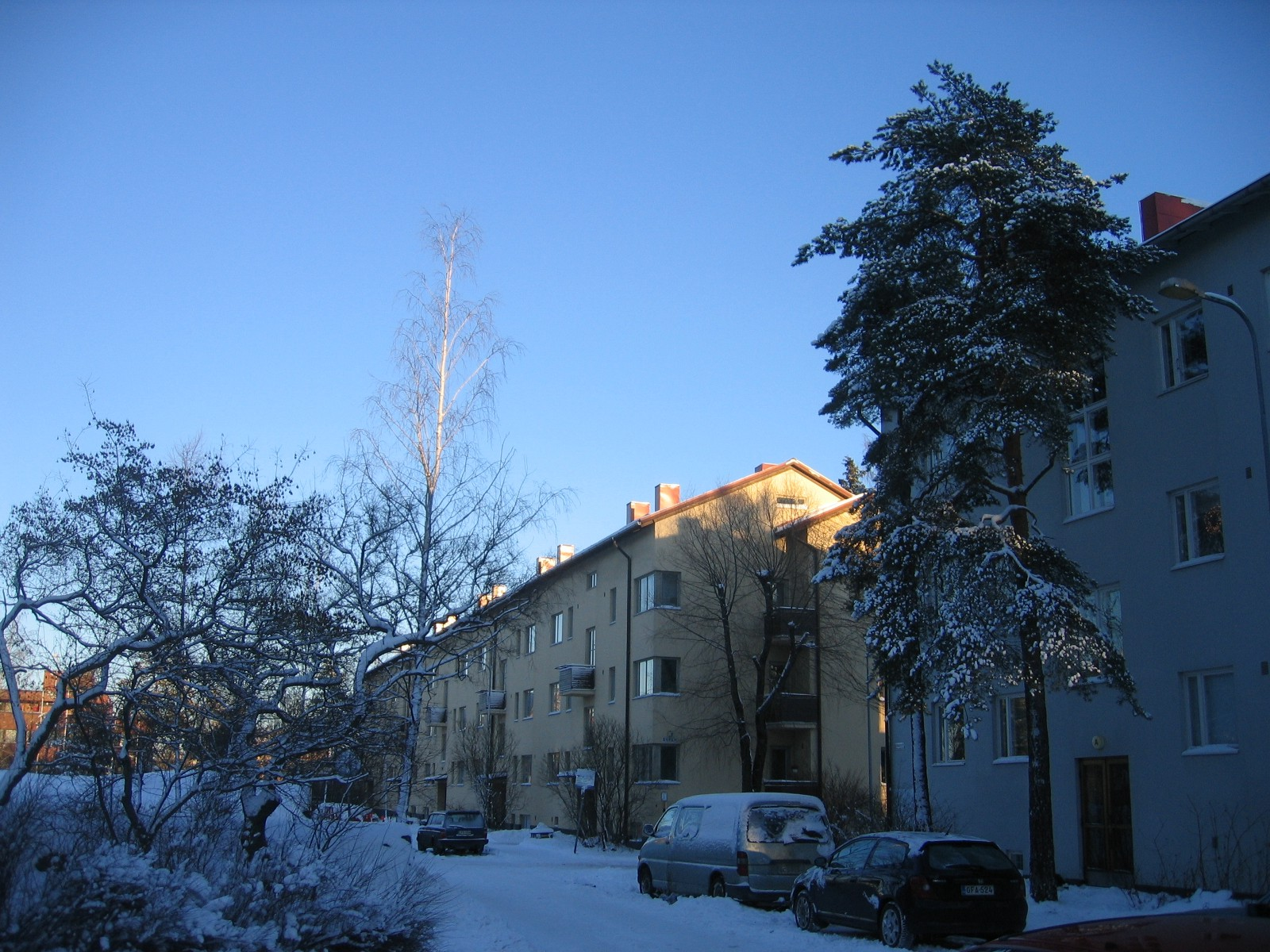
Вид со стороны Олимпийской деревни

## Спорт
В районе имеется свой футбольный клуб Käpylän Pallo, который играет в третьей национальной лиге Какконен.
Здесь также проводилась часть соревнований по велоспорту в рамках Летней Олимпиады 1952 года.